# Endless Ocean Luminous
Endless Ocean Luminous (フォーエバーブルー ルミナス Fōebāburū ruminasu?, lit. "Forever Blue Luminous") es un videojuego de simulación de aventura desarrollado por Arika y publicado por Nintendo para Nintendo Switch. Como tercer juego de la serie Endless Ocean, Luminous marca la primera entrega desde Endless Ocean 2: Adventures of the Deep de 2009 para Wii.
Al igual que en las entregas anteriores, el jugador asume el papel de un buceador cuya misión es encontrar y documentar la vida marina. Además, el juego cuenta con un modo multijugador en línea que permite que grupos de hasta 30 jugadores exploren juntos. El juego se anunció en un Nintendo Direct Partner Showcase en febrero de 2024 y se lanzó el 2 de mayo de 2024 con críticas mixtas.

## Jugabilidad
Endless Ocean Luminous el jugador tiene la misión de explorar el Mar Velado, una región ficticia e inexplorada, para encontrar y documentar la vida marina. El juego en sí tiene más de 500 especies para aprender, incluidas criaturas que se consideran míticas o extintas, como el Mosasaurus. Además de la vida marina, el jugador también puede explorar estructuras submarinas como templos y naufragios. Luminous presenta una nueva mecánica para la serie en la que la región cambiará con cada inmersión que realice el jugador.
A diferencia de los modos multijugador de entregas anteriores, el juego permite que grupos de hasta 30 jugadores en línea se embarquen en inmersiones juntos. Los jugadores en grupos pueden compartir sus hallazgos y comunicarse entre sí a través de gestos.

## Desarrollo
Endless Ocean Luminous es el tercer juego de la serie Endless Ocean después de Endless Ocean (2007) y Endless Ocean 2: Adventures of the Deep (2009). El juego fue desarrollado por la compañía de videojuegos japonesa Arika y publicado por Nintendo para Nintendo Switch. "Luminous" se anunció por primera vez al final de un Nintendo Direct Partner Showcase a fines de febrero de 2024 y se le dio como fecha de lanzamiento el 2 de mayo de 2024. La música y los efectos de sonido fueron creados por la compañía de producción musical SuperSweep, incluidos Shinji Hosoe, Ayako Saso y Takahiro Eguchi.

## Recepción
El juego recibió una puntuación de 61/100 en el agregador de reseñas Metacritic, lo que indica reseñas entre mixtas y promedio.
Andrew Webster de The Verge le dio a Endless Ocean Luminous una reseña positiva, describiendo la jugabilidad como básica pero divertida de todos modos. Describió el juego como mejor cuando se juega solo y explorando sin un objetivo en mente, y consideró que el modo historia y el tablero misterioso eran "mundanos".